# Oliarus albata
Oliarus albata är en insektsart som beskrevs av Giffard 1925. Oliarus albata ingår i släktet Oliarus och familjen kilstritar. Inga underarter finns listade i Catalogue of Life.